# Jackie Brownová
Jackie Brownová (v anglickém originále Jackie Brown) je americký kriminální film režiséra Quentina Tarantina (který rovněž napsal jeho scénář) z roku 1997. Jedná se o adaptaci románu Rum Punch od amerického spisovatele Elmorea Leonarda, která vzdává poctu snímkům žánru blaxploitation ze 70. let 20. století, včetně filmu Foxy Brownová z roku 1974.
Postavu Jackie Brownové ztvárnila Pam Grier (která se také objevila v roli Foxy Brownové ve stejnojmenném filmu), v dalších hlavních rolích hráli Robert Forster, Robert De Niro, Samuel L. Jackson, Bridget Fonda a Michael Keaton.
Grier a Foster byli zkušení herci, kteří se ale před tímto snímkem mnoho let neobjevovali v hlavních rolích, Jackie Brownová tak přispěla k oživení jejich kariéry. Za své výkony ve filmu byl Robert Foster nominován na Oscara v kategorii nejlepší herec ve vedlejší roli, Samuel L. Jackson a Pam Grier byli nominováni na Zlaté glóby.

## Děj
V roce 1995 se Jackie Brownové, ženě středního věku pracující v malých mexických aerolinkách jako letuška, daří vycházet s financemi díky pašování peněz z Mexika do USA pro Ordella Robbieho, prodejce zbraní na černém trhu, který žije v metropolitní oblasti Los Angeles. Ordell je ostře sledován Úřadem pro alkohol, tabák, zbraně a výbušniny (ATF), což ho nutí využívat kurýry. Poté, co se Ordell dozvěděl, že jiný kurýr, Beaumont Livingston, byl zatčen, předpokládá, že se onen kurýr stane informátorem, aby se vyhnul vězení. Proto se rozhodne za Livingstona zařídit kauci pomocí ručitele Maxe Cherryho, načež Livingstona přemluví, aby si vlezl do kufru auta a poté ho zabije.
Na základě informací, které Livingston stačil vyzradit, je Jackie zadržena při návratu do USA agentem ATF Rayem Nicolettem a detektivem losangeleské policie Markem Dargusem, kteří u ní najdou pašované peníze a balíček kokainu (o kterém Jackie nevěděla). Protože ze začátku odmítá uzavřít dohodu, je Jackie poslána do vězení, což Ordella upozorní na nebezpečí, že by mohla s úřady začít spolupracovat a stát se tak informátorkou. Ručitel Max Cherry dostane Jackie z vězení pomocí peněz, které předtím dostal od Ordella, a po jejich setkání zjistí, že ho Jackie přitahuje. Ordell přijede k Jackieninu domu ve snaze ji stejně jako předtím Livingstona zabít, k jeho překvapení ale vytasí zbraň, kterou předtím sebrala z přihrádky Maxova auta a dohodne se s ním, že bude předstírat spolupráci s úřady, při které ale propašuje 550 000 dolarů z Ordellových peněz, dost na to, aby Ordell mohl odejít do důchodu.
Na uskutečnění plánu Ordell počítá s Melanií Ralstonovou, neambiciózní surfařkou kouřící marihuanu, která s Ordellem bydlí, a Luisem Garou, přítelem a bývalým spoluvězněm. Nicolette a Dargus, nemajíc tušení o jejich plánu, vymyslí vlastní plán, při kterém se pokusí Ordella přistihnout při předávání 50 000 dolarů. Do toho všeho má Jackie v plánu všechny obelstít a nechat si pro sebe 500 000 dolarů, aniž by to kdokoli věděl. Do svého plánu naverbuje Maxe, aby jí pomohl, a nabídne mu podíl.
V den předávky Jackie vstoupí do převlékací kabinky v obchodě Billingsley Department Store nacházející se v obchodním domě Del Amo Fashion Center, aby si zkusila nový oblek. Ordellovi řekla, že si tam s Melanií prohodí tašky s údajnými 550 000 dolary Nicolettovi přímo před nosem, kterému bylo řečeno, že k prohození tašek má dojít v části s občerstvením. Ve skutečnosti ale taška, kterou Jackie předá Melanii, obsahuje pouze 50 000 dolarů, zatímco zbytek peněz nechá v kabince, aby je mohl vyzvednout Max. Poté Jackie najde Nicoletta a Darguse, předstírá zoufalství a tvrdí, že Melanie sebrala všechny peníze a utekla.
Na parkovišti obchodního domu se Melanie vysmívá a otravuje Louise, dokud Louis neztratí nervy a nezastřelí ji, k čemuž se později přizná Ordellovi. Ordell začne zuřit, když zjistí, že většina peněz v tašce chybí, a uvědomí si, že v tom má prsty Jackie. Poté, co se Louis zmíní o tom, že v obchodě zahlédl Maxe Cherryho a nepojal podezření, ho Ordell zabije a i s taškou odejde. Ordell začne vybíjet svůj vztek na Maxovi, který mu řekne, že Jackie je k smrti vyděšená a čeká na něj v Maxově kanceláři, aby mu mohla předat zbytek peněz. Když oba dorazí do potemnělé Maxovy kanceláře, Ordell na Maxe výhružně namíří zbraň. Když Jackie zakřičí, že Ordell je ozbrojen, Nicolette vyskočí z úkrytu a zastřelí ho.
Za Jackieninu spolupráci stáhne ATF vůči ní obvinění ze spáchání trestných činů. Nyní se získanými Ordellovými penězi a jeho automobilem Jackie plánuje odjet do španělského Madridu. Nabídne Maxovi, že se může přidat, ten ale odmítne. Poté ho políbí na rozloučenou a odejde ve chvíli, kdy Max vezme telefon. O chvilku později Max urychleně hovor ukončí a vypadá to, že zvažuje své rozhodnutí, zatímco Jackie odjíždí pryč.

## Obsazení
- Pam Grier jako Jackie Brownová
- Samuel L. Jackson jako Ordell Robbie
- Robert Forster jako Max Cherry
- Bridget Fonda jako Melanie Ralston
- Michael Keaton jako Ray Nicolette
- Robert De Niro jako Louis Gara
- Michael Bowen jako Mark Dargus
- Chris Tucker jako Beaumont Livingston
- Quentin Tarantino jako hlas ze záznamníku (neuveden v titulcích)